# Mimologiques : Voyage en Cratylie
Mimologiques : Voyage en Cratylie est un essai de linguistique de Gérard Genette publié aux Éditions du Seuil en 1976.

## Objet de l'essai
Repartant de l'origine d'une querelle linguistique et philosophique, c'est-à-dire du dialogue de Platon intitulé Cratyle, l'auteur décèle dans la pensée et la littérature européennes les théories, les moments textuels qui tendent à motiver le signe linguistique comme existant en lien naturel avec l'objet qu'il désigne ; comme un prolongement « naturel » du réel. Genette rappelle en fait que l'Occident a longtemps vu un lien presque indéfectible entre signifié et signifiant ; qui s'oppose à la représentation notamment saussurienne du langage où le mot, en tant que son, est parfaitement indépendant de l'objet qu'il désigne et inversement. S'opposant à la thèse de son adversaire Hermogène (thèse dite « hermogéniste »), qui soutient que toute désignation linguistique obéit à une convention reposant sur un choix aléatoire, non motivé, Cratyle croit à une « dénomination juste » des choses. Il avance qu'un mot désigne naturellement une chose, et que la forme du mot s'inspire de l'objet ou de l'idée qu'il désigne.

## Le corps de l’œuvre
Sur cette idée initiale, que Platon finit par invalider dans son discours, Genette analyse en dix-sept chapitres un certain nombre de cas linguistiques significatifs, parmi lesquels les pensées de Mallarmé à partir de mots anglais (chap. 12, « Au défaut des langues »), les rêveries proustiennes sur les noms de lieux (chap. 13, « L'Âge des noms »), ou encore des passages d'œuvres de Michel Leiris, Francis Ponge et Gaston Bachelard (chap. 15, 16 et 17, « Signe : singe », « Le Parti pris des mots » et « Le Genre de la rêverie »). 

## Postérité de l’œuvre
La rigueur du raisonnement, la clarté et la précision des analyses ont fait de l'essai de Gérard Genette une œuvre essentielle, au même titre qu'un des ouvrages phare de Michel Foucault, Les Mots et les Choses, qui, publié dix ans plus tôt, explorait le même thème linguistique, à savoir la relation complexe du langage au monde qu'il désigne.
On pourra consulter les recherches de Thomas M. Greene qui poursuivent notamment celles de Genette, et qui ont pour objet plus spécifiquement la « magie » du discours poétique : incantations, imprécations, poésie rituelle (voir Poetry, Signs and Magic, University of Delaware Press, 2005).